# فالي ويلز (كاليفورنيا)
فالي ويلز (بالإنجليزية: Valley Wells, California)‏ هي مدينة أشباح تقع في الولايات المتحدة في مقاطعة إنيو، كاليفورنيا. يقدر عدد سكانها بـ 0 نسمة ومساحتها 27.809 كم2 وترتفع عن سطح البحر 533 متر.